# Rezovska reka
Rezovska reka (bulharsky Резовска река, Rezovska reka, turecky Mutludere) je řeka na bulharsko-turecké hranici. Je dlouhá 112 km.

## Průběh toku
Pramení v turecké části pohoří Strandža a od svého soutoku s Delijskou rekou až do ústí do Černého moře tvoří bulharsko-tureckou hranici.